# Otto Sirgo
Otto Sirgo  (Havanna, Kuba, 1946. december 19. –) kubai-mexikói színész, rendező.

## Élete
Otto Sirgo 1946. december 19-én született Havannában. Karrierjét 1968-ban kezdte. 1996-ban szerepet kapott a Lazos de amor című sorozatban. 1999-ben az Acapulco szépe című telenovellában játszott. Felesége Maleni Morales színésznő.

## Filmográfia

### Telenovellák
- Szerelem zálogba (Lo que la vida me robó) (2014) .... Regino
- Quiero amarte (2013-2014) .... Manuel Olazabal
- Cachito de cielo (2012) .... Gustavo Mendiola
- Por ella soy Eva (2012) .... Jesús Legarreta
- Ni contigo ni sin ti (2011) .... Octavio Torreslanda
- Llena de amor (2010) .... Félix Pantoja
- Kettős játszma (Sortilegio) (2009) .... Dr. Jorge Crueger
- Un gancho al corazón (2008-2009) .... Salvador Ulloa
- Palabra de mujer (2007-2008) .... Mariano Álvarez y Junco
- Amor sin maquillaje (2007)
- Amar sin límites (2006-2007) .... Alfredo Toscano
- La esposa virgen (2005) .... Dr. Misael Mendoza
- Mujer de madera (2004) .... Leopoldo Rebollar
- Niña amada mía (2003) .... Octavio Uriarte
- El juego de la vida (2001-2002) .... Javier Álvarez
- Por un beso (2000-2001) .... Julio Otero Robles/Gonzalo Ruiz de Cota
- DKDA Sueños de juventud (1999-2000) .... Eduardo Arias
- Acapulco szépe (Alma rebelde) (1999) .... Don Marcelo Rivera Hill
- Una luz en el camino (1998) .... Padre Federico
- El secreto de Alejandra (1997) .... Carlos
- Lazos de amor (1995-1996) .... Eduardo Rivas
- Buscando el paraíso (1993-1994) .... Don Ángel
- Tenías que ser tú (1993) .... Tasio Charachaga
- Alcanzar una estrella II (1991) .... Alejandro Loredo
- Morir para vivir (1989) .... Sebastián Quijano
- Rosa salvaje (1988) .... Ángel de la Huerta
- Cautiva (1986) .... Daniel
- Un solo corazón (1986) .... Óscar Padilla
- Principessa (1984) .... Rodolfo
- Vivir enamorada (1982) .... Andrés
- Juegos del destino (1981) .... José Luis Morantes
- Divino tesoro (1980)
- Juventud (1980) .... Rafael
- Los ricos tambien lloran (1979-1980)
- Mamá Campanita (1978) .... Enrique
- Rina (1977) .... Omar
- La Venganza (1977) .... Alfonso
- Barata de primavera (1975) .... Antonio
- Marina (1974)
- Lucia – A sors üldözöttje (Los miserables) (1973) .... Félix Tholomyes
- Entre brumas (1973) .... Enrico
- El honorable señor Valdez (1973)
- Las gemelas (1972) .... Mario
- Me llaman Martina Sola (1972)
- El amor tiene cara de mujer (1971) .... Cristián
- La cruz de Marisa Cruces (1970) .... Héctor
- Honor y orgullo (1969)
- La Maestra inolvidable (1968)

### Rendezőként
- El alma no tiene color (1997)
- Agujetas de color de rosa (1994)
- Dos mujeres en mi casa (1984)